# Kafr Malik
Kafr Malik – wieś w Palestynie, w muhafazie Ramallah i Al-Bira. Według danych Palestyńskiego Centralnego Biura Statystycznego w 2016 roku miejscowość liczyła 3567 mieszkańców.